# هندرسون‌ویل (پنسیلوانیا)
هندرسون‌ویل (به انگلیسی: Hendersonville) یک منطقهٔ مسکونی در ایالات متحده آمریکا است که در شهرستان واشینگتن، پنسیلوانیا واقع شده‌است. هندرسون‌ویل ۳۲۵ نفر جمعیت دارد.